# Pleurothallis prolifera
Pleurothallis prolifera es una especie de orquídea de la tribu Epidendreae que pertenece a la familia Orchidaceae.

## Distribución  y hábitat
Encontrado en Guyana, Venezuela, Bolivia y Río de Janeiro, Bahía, Minas Gerais y São Paulo en Brasil en elevaciones de 1000 a 1600 m s. n. m.

## Descripción
Esta miniatura de planta terrestre o epífitas, que se desarrolla en clima frío a fresco  en zonas con calor seco y fresco. Tiene tallos erguidos envuelto en tres vainas basales tubulares, hojas basales  que florece  en cualquier época del año en una inflorescencia apical, colgante de 2 cm de largo, fasciculados, con pocas a varias flores que se sostienen  a lo largo de mediados de la hoja.

## Taxonomía
Pleurothallis prolifera fue descrita por John Lindley y publicado en Edwards's Botanical Register 15: pl. 1298. 1830.
Etimología
Pleurothallis: nombre genérico que deriva de la palabra griega  'pleurothallos', que significa "ramas parecidas a costillas". Esto se refiere a la similitud de las costillas de los tallos de muchas de sus especies.
prolifera: epíteto latino que significa "prolifera"
Sinonimia
- Acianthera prolifera (Herb. ex Lindl.) Pridgeon & M.W.Chase 2001;
- Humboldtia prolifera (Herb. ex Lindl.) Kuntze 1891;
- Humboltia prolifera (Herb. ex Lindl.) Kuntze 1891
- Pleurothallis lithophila Barb. Rodr. 1907[5]